# Estádio Nacional 12 de Julho
Het Estádio Nacional 12 de Julho is een stadion in de hoofdstad Sao Tomé van de republiek Sao Tomé en Principe. Het is vooral in gebruik voor atletiek- en voetbalwedstrijden.
Het stadion is de thuisbasis is van het Santomees voetbalelftal en daarnaast worden er regelmatig wedstrijden gespeeld uit de Santomese eilandcompetitie en de finales van het nationale kampioenschap en de nationale beker.